# Suisse au Concours Eurovision de la chanson 2025
La Suisse est l'un des trente-sept pays participants du concours Eurovision de la chanson 2025, qui se tient du 13 au 17 mai 2025 à Bâle  dans le même pays. Le pays est représenté par Zoë Më avec sa chanson Voyage.

## Sélection
Le 5 mars 2025, la SSR annonce que Zoë Më représentera la Suisse au concours Eurovision de la chanson 2025, succédant à Nemo vainqueur de l'édition précédente. Cinq jours plus tard, elle annonce qu'elle participera au concours avec sa chanson Voyage,.

## À l'Eurovision
Lors du Concours ayant lieu du 13 au 17 mai 2025, la prestation de Zoë Më est « minimaliste » ; il n'y a qu'elle sur scène et elle est filmée par une unique caméra, sans coupure.
La Suisse participe à la première demi-finale mais est directement qualifiée pour la finale en tant que vainqueur de l'édition précédente. En finale, le Suisse se classe 10e sur 26 participants avec 214 points. Zoë Më et sa chanson Voyage se classent 2e du classement des jurys, juste derrière l'Autriche, avec 214 points, mais dernière du vote du public avec 0 point.